# Долг чести
«Долг чести» (Debt of Honor) — роман в жанре технотриллера американского писателя Тома Клэнси. Опубликован 17 августа 1994 года. Прямой сиквел романа «Все страхи мира». В романе повествуется о борьбе США с группой высокопоставленных лиц, устроивших международный заговор с целью передела мира.  
Позднее было отмечено, что события сюжета повторились в ходе угона самолёта рейса 93 United Airlines во время терактов 11 сентября.
Роман вышел во время обострения отношений Японии и США, что в дальнейшем послужило для писателя Майкла Крайтона источником вдохновения для создания романа «Восходящее солнце (роман)» (1992). Клэнси постарался избежать антияпонских настроений и показать картину японской культуры, общества, политической системы, практики бизнеса и ценностей. В романе также показаны темы валютных операций, коррупции власти, японской автомобильной промышленности и другой политической деятельности.
Согласно обзору журнала «Publishers Weekly» Клэнси выразил убеждение, что недавние сокращения вооружённых сил после холодной войны «настолько ослабили наши военные ресурсы, что страна стала уязвимой перед агрессией, которая может проявиться везде, в любое время».

## Описание сюжета
По личной просьбе президента США Дарлинга Райан, ушедший в отставку и снова работающий брокером, занимает пост советника президента по национальной безопасности. Японские промышленники отказывают американскому заводу в производстве топливных баков для японских автомобилей, собирающихся в США. Из-за небрежности на японском заводе в США поступает партия бракованных топливных баков, что приводит к гибели в огне нескольких американцев в ходе аварии на трассе. Сенатор Трент, в чьём округе находится завод по производству баков, в отместку проводит закон о зеркальных мерах США по отношению к иностранным законам об импорте, что ставит японскую промышленность на грань разорения. Всё это облегчает задачу группе заговорщиков - крупных японских предпринимателей во главе с Райзо Яматой. Они смещают с поста премьер-министра Когу, и приводят на его место авантюриста Готу. Японцы тайком оборудуют ракетные шахты в уединённой долине и помещают туда десять межконтинентальных ракет Р-36М с ядерными боеголовками. Ямата мечтает отомстить США за гибель всей его семьи, бросившейся с утёса после захвата американцами острова Сайпан. Ямата покупает компанию «Депозитори Траст» и подкупает программиста Чака Сёрлза, который разработал программное обеспечение для проведения биржевых операций и установил его на компьютеры компании «Депозитори Траст». 
Президент Дарлинг приезжает в Россию, российский и американский президенты проводит демонстративное уничтожение последних российских и межконтинентальных ракет. Японцы тотчас переходят к действиям. Выбрасывая на рынок американские облигации, они вызывают падение американского доллара. Японские десантники (первые группы действуют под видом туристов) захватывают Марианские острова и Гуам. В ходе совместных учений японская подлодка торпедирует и уничтожает американский подводный ракетоносец а японские эсминцы торпедируют два американских авианосца, изображая техническую неполадку в электропроводке торпедных аппаратов. В программе Сёрлза запускается «пасхальное яйцо», вся информация об экономических сделках стирается. Японцы отводят свой флот и предлагают мирные переговоры с условием сохранения за ними Марианских островов. Индия, тайно сотрудничающая с Японией, готовится к захвату острова Шри-Ланка, мечтая о будущем захвате Австралии. Вице-президент Келти, столкнувшись с обвинениями в изнасиловании собирается в отставку, Дарлинг назначает на его пост Райана. 
Двоим оперативникам ЦРУ удаётся устроить аварию новейших японских самолётов ДРЛО и освободить из заточения бывшего премьер-министра, а американский подводный флот наносит серию ударов по японским силам. Американские бомбардировщики уничтожают японские ракетные шахты и срывают вторжение Индии на остров Шри-Ланка. Японский пилот, потерявший в этих боях сына и брата, направляет свой самолёт на Капитолий, уничтожая всю американскую политическую верхушку. Вице-президент Райан произносит присягу президента. Вместе с романами «Слово президента» и «Медведь и дракон» роман образует «китайскую трилогию» — все события разворачиваются на фоне противостояния США с Китаем, стремящимся к захвату Сибири. 

## Отзывы
4 сентября 1994 года роман занял первое место в списке бестселлеров газеты The New York Times.
Роман получил положительные отзывы. Журнал «Publishers Weekly» похвалил Клэнси, который «сплёл сюжетные нити в богатый, но сбивающий с толку клубок сюжета и обстановки, а затем энергично сталкивает их вместе. Душераздирающая кульминация неожиданна, но как ни странно уместна». Однако в обзоре газеты The New York Times писатель-романист Кристофер Т. Бакли отозвался о книге как об опыте грыжи "herniating experience" и критикует её за «расистские» изображения японских персонажей».